# Azhdarchidae
Los azdárquidos (Azhdarchidae, del término Ajdarxo, el nombre de un dragón (Ashdaar) en la mitología tayik, derivado del antiguo persa Aži Dahāka) son una familia de pterosaurios conocidos sobre todo de finales del período Cretácico, si bien algunas vértebras aisladas de un aparente azdárquido son conocidas del Cretácico Inferior (finales del Berriasiense, hace cerca de 140 millones de años). Los azdárquidos incluyen a algunos de los mayores animales voladores conocidos de cualquier época. Originalmente se los consideró una subfamilia de los pteranodóntidos que Nessov (1984) nombró Azhdarchinae para incluir a los pterosaurios Azhdarcho, Quetzalcoatlus, y "Titanopteryx" (ahora conocido como Arambourgiania).

## Descripción

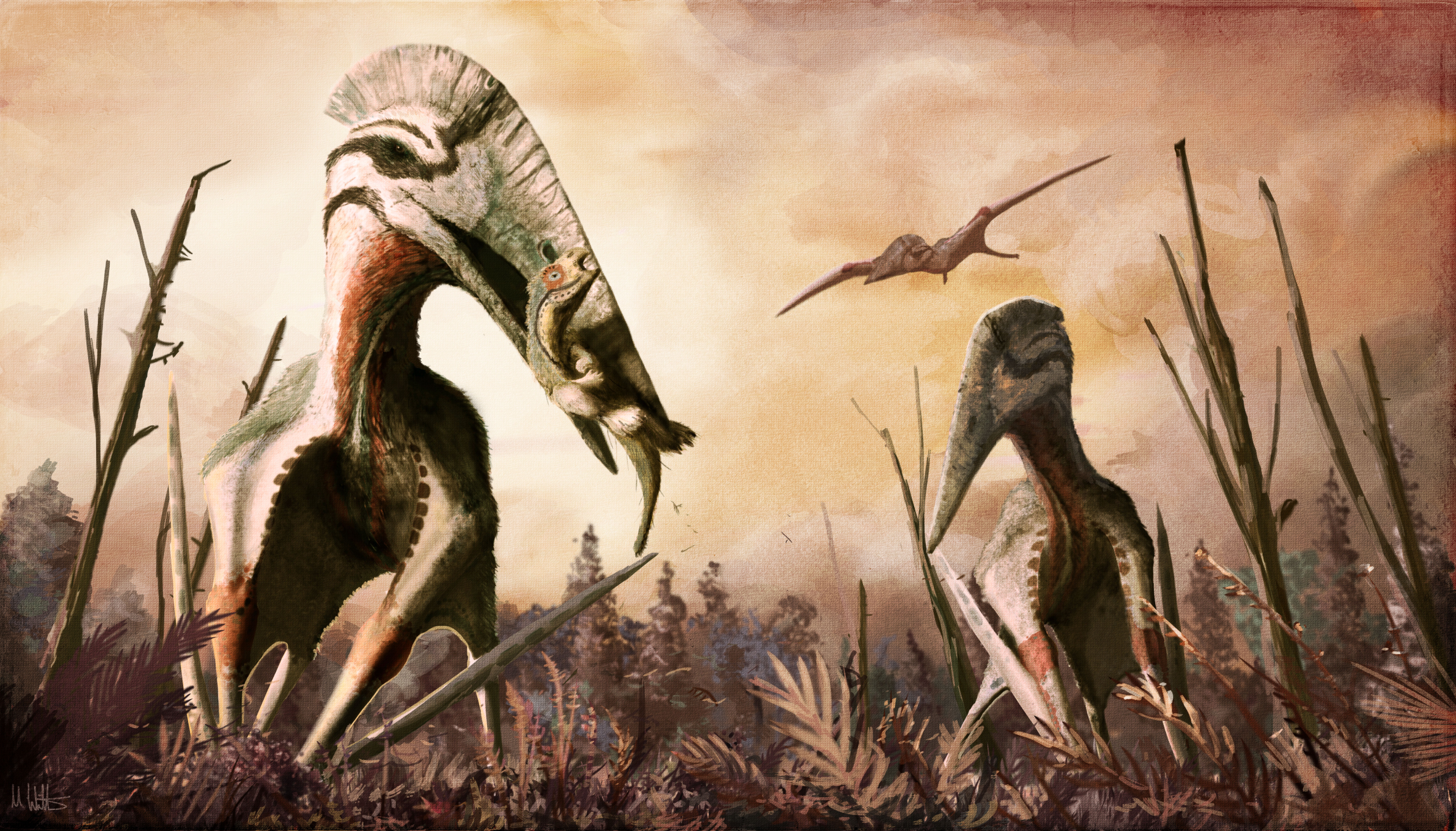
Reconstrucción de Hatzegopteryx cazando al ornitópodo Zalmoxes, por Mark Witton

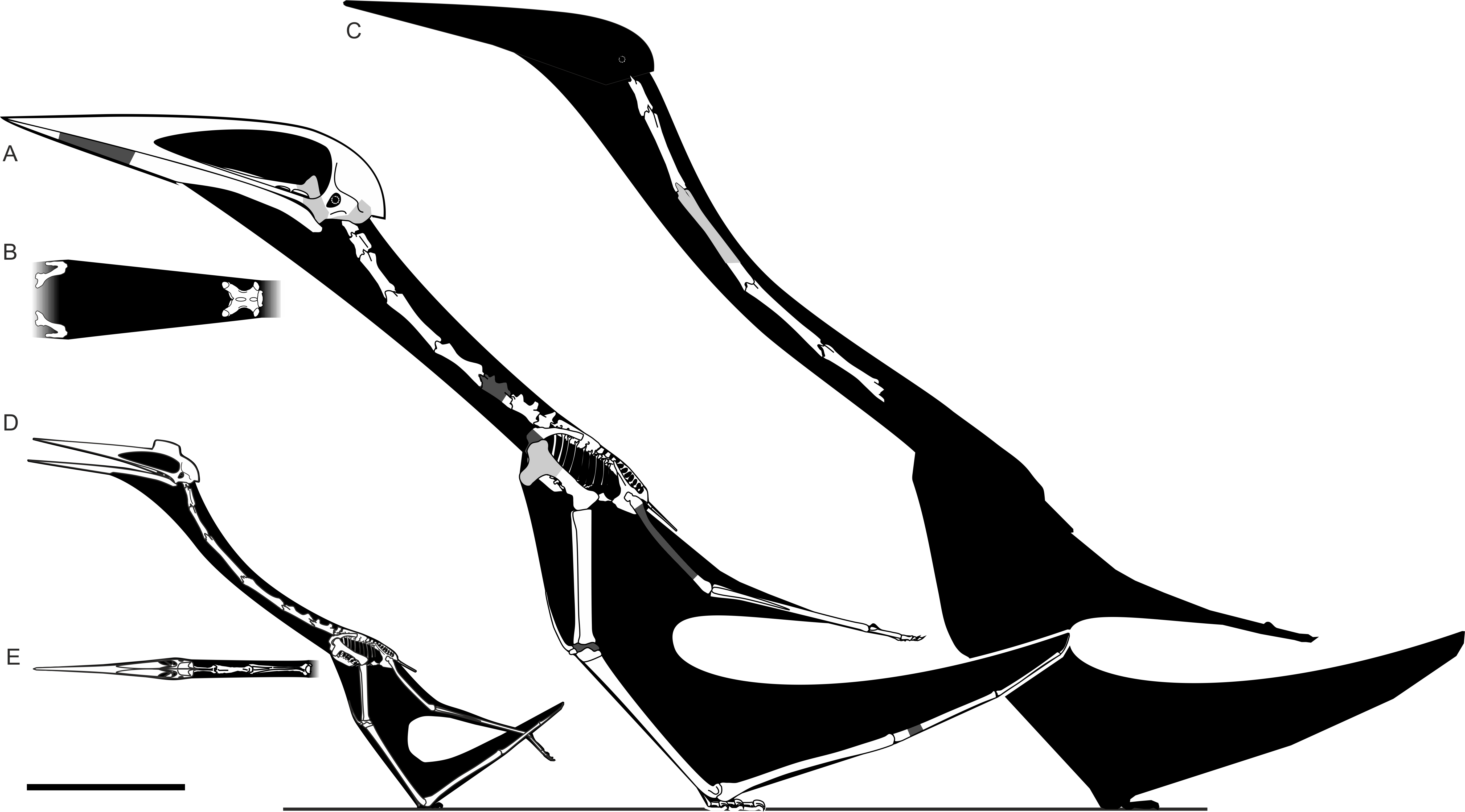
Hatzegopteryx (A-B) comparado con Arambourgiania (C) y Quetzalcoatlus (D-E). Esto ilustra la diferencia entre los azdárquidos de "pico romo" y los de "pico delgado"

Los azdárquidos se caracterizan por sus largas extremidades y sus cuellos igualmente muy alargados, compuesto por alargadas vértebras del cuello las cuales eran redondas en corte transversal. Muchas especies de azdárquidos son conocidas mayormente a partir de sus distintivas vértebras cervicales y no mucho más. Los pocos azdárquidos que son conocidos de esqueletos razonablemente completos son Zhejiangopterus y Quetzalcoatlus. Los azdárquidos también se distinguen por sus cabezas relativamente grandes con mandíbulas alargadas, en forma de lanza, patas gráciles y cuellos extremadamente largos, compuesto de vértebras cervicales largas que son redondeadas en sección transversal. Entre los azdárquidos hay dos tipos principales de morfologías: las forma de "pico romo" con mandíbulas cortas y altas y los "picos delgados" con mandíbulas más largas y delgadas.
Se ha sugerido que los azdárquidos eran voladores que se alimentaban surcando sus mandíbulas en el agua, pero investigaciones adicionales han puesto en duda esta idea, demostrando que los azdárquidos carecían de las adaptaciones necesarias para ese estilo de vuelo, y que es más probable que hayan tenido un estilo de vida terrestre similar al de las modernas cigüeñas.
Los azdárquidos generalmente eran animales de gran tamaño, pero también se han hecho hallazgos de especímenes de talla más modesta, en torno a 1,5 - 2,5 metros de envergadura. Estuvieron entre los últimos miembros sobrevivientes de los pterosaurios, y fueron un grupo bastante exitosos con una distribución mundial. Por la época de la extinción en masa del final del Cretácico, muchas familias de pterosaurios con excepción de Azhdarchidae no se hallaban en el registro fósil, pero estudios recientes indican una mayor variedad en las faunas de pterosaurios, incluyendo pteranodóntidos, nictosáuridos, tapejáridos y varias formas indeterminadas. Algunos taxones como Navajodactylus, Bakonydraco y Montanazhdarcho han sido reclasificados de Azhdarchidae a otros clados.

## Clasificación
Los azdárquidos fueron originalmente clasificados como parientes cercanos de Pteranodon debido a sus picos largos y desdentados. Otros han sugerido que estaban más relacionados con los ctenocasmátidos dentados (los cuales incluyen alimentadores por filtración como Ctenochasma y Pterodaustro). Actualmente es ampliamente aceptada la idea de que los azdárquidos eran parientes cercanos de pterosaurios como Tupuxuara y Tapejara.

### Taxonomía

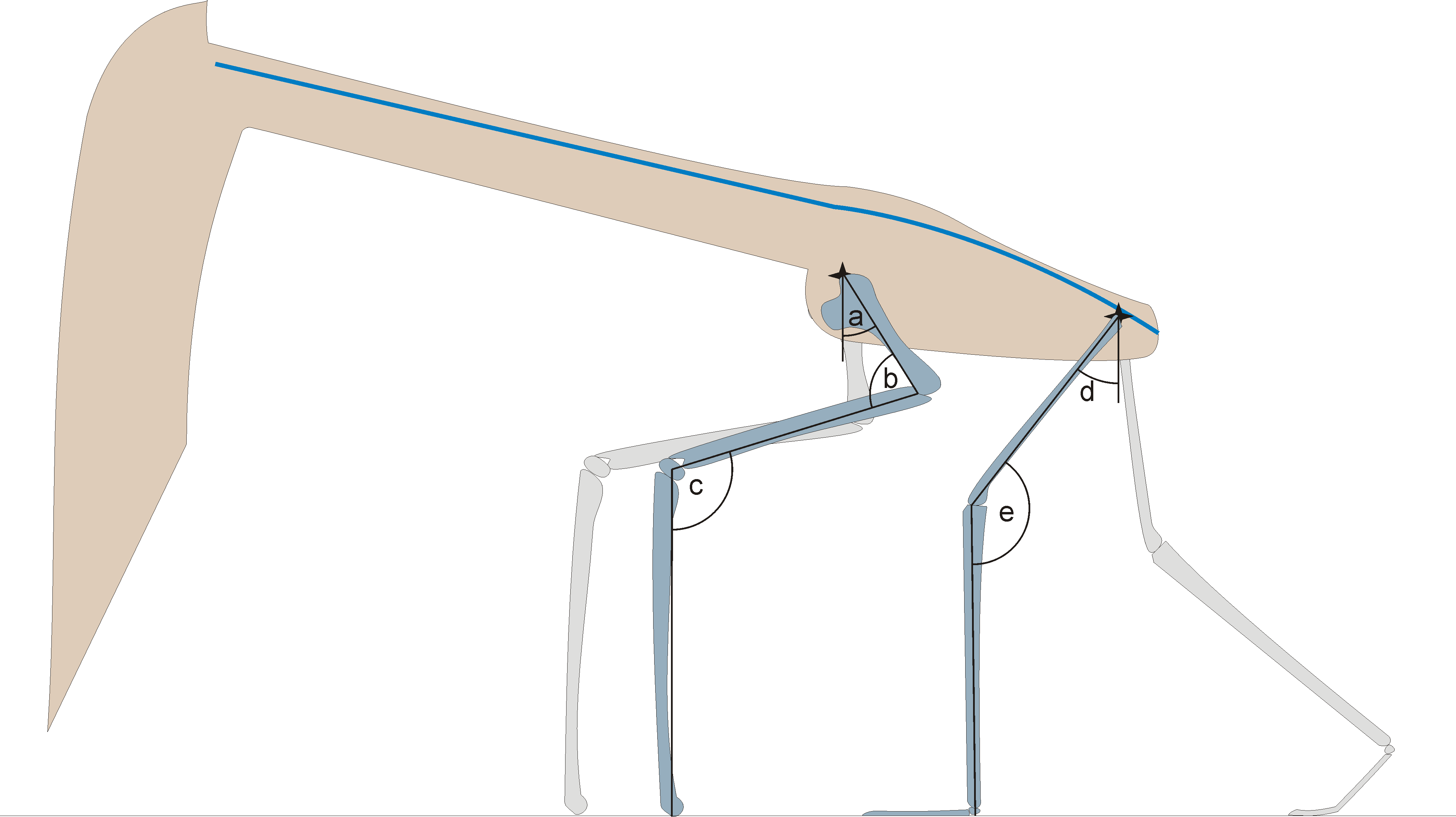
Postura de alimentación reconstruida de un azdárquido, con los miembros alineados sagitalmente

La clasificación sigue a Unwin (2006), excepto cuando se anote lo contrario.
- Familia Azhdarchidae
  - Aerotitan[16]
  - Alanqa[17]
  - Albadraco
  - Aralazhdarcho[18]
  - Arambourgiania
  - Argentinadraco?[19]
  - Azhdarcho
  - Bakonydraco
  - Cryodrakon[20]
  - Eurazhdarcho[21]
  - Hatzegopteryx
  - Infernodrakon
  - Mistralazhdarcho[22]
  - Montanazhdarcho
  - Navajodactylus[23]
  - Nipponopterus[24]
  - Palaeocursornis
  - Phosphatodraco
  - Quetzalcoatlus
  - Thanatosdrakon
  - Wellnhopterus
  - Volgadraco[25]
  - Zhejiangopterus
  - Xericeps[26]

- - Posibles géneros válidos de azdárquidos:
    - Bennettazhia
    - Bogolubovia
    - Doratorhynchus
    - "Ornithocheirus" bunzeli

### Filogenia
El cladograma más completo de los azdárquidos fue presentado por Andres (2021):
|  | Albadraco                                                      |
|  |                                                                |
|  | \| \| Aerotitan \| \| \| \| \| \| Mistralazhdarcho \| \| \| \| |
|  |                                                                |
|  | Aerotitan                                                      |
|  |                                                                |
|  | Mistralazhdarcho                                               |
|  |                                                                |

|  | Aerotitan        |
|  |                  |
|  | Mistralazhdarcho |
|  |                  |

|  | Albadraco                                                      |
|  |                                                                |
|  | \| \| Aerotitan \| \| \| \| \| \| Mistralazhdarcho \| \| \| \| |
|  |                                                                |
|  | Aerotitan                                                      |
|  |                                                                |
|  | Mistralazhdarcho                                               |
|  |                                                                |

|  | Aerotitan        |
|  |                  |
|  | Mistralazhdarcho |
|  |                  |

|  | Phosphatodraco |
|  |                |
|  | Aralazhdarcho  |
|  |                |

|  | Hatzegopteryx                                                     |
|  |                                                                   |
|  | \| \| Arambourgiania \| \| \| \| \| \| Quetzalcoatlus \| \| \| \| |
|  |                                                                   |
|  | Arambourgiania                                                    |
|  |                                                                   |
|  | Quetzalcoatlus                                                    |
|  |                                                                   |

|  | Arambourgiania |
|  |                |
|  | Quetzalcoatlus |
|  |                |

|  | Hatzegopteryx                                                     |
|  |                                                                   |
|  | \| \| Arambourgiania \| \| \| \| \| \| Quetzalcoatlus \| \| \| \| |
|  |                                                                   |
|  | Arambourgiania                                                    |
|  |                                                                   |
|  | Quetzalcoatlus                                                    |
|  |                                                                   |

|  | Arambourgiania |
|  |                |
|  | Quetzalcoatlus |
|  |                |

|  | Hatzegopteryx                                                     |
|  |                                                                   |
|  | \| \| Arambourgiania \| \| \| \| \| \| Quetzalcoatlus \| \| \| \| |
|  |                                                                   |
|  | Arambourgiania                                                    |
|  |                                                                   |
|  | Quetzalcoatlus                                                    |
|  |                                                                   |

|  | Arambourgiania |
|  |                |
|  | Quetzalcoatlus |
|  |                |

|  | Hatzegopteryx                                                     |
|  |                                                                   |
|  | \| \| Arambourgiania \| \| \| \| \| \| Quetzalcoatlus \| \| \| \| |
|  |                                                                   |
|  | Arambourgiania                                                    |
|  |                                                                   |
|  | Quetzalcoatlus                                                    |
|  |                                                                   |

|  | Arambourgiania |
|  |                |
|  | Quetzalcoatlus |
|  |                |

|  | Hatzegopteryx                                                     |
|  |                                                                   |
|  | \| \| Arambourgiania \| \| \| \| \| \| Quetzalcoatlus \| \| \| \| |
|  |                                                                   |
|  | Arambourgiania                                                    |
|  |                                                                   |
|  | Quetzalcoatlus                                                    |
|  |                                                                   |

|  | Arambourgiania |
|  |                |
|  | Quetzalcoatlus |
|  |                |

|  | Hatzegopteryx                                                     |
|  |                                                                   |
|  | \| \| Arambourgiania \| \| \| \| \| \| Quetzalcoatlus \| \| \| \| |
|  |                                                                   |
|  | Arambourgiania                                                    |
|  |                                                                   |
|  | Quetzalcoatlus                                                    |
|  |                                                                   |

|  | Arambourgiania |
|  |                |
|  | Quetzalcoatlus |
|  |                |

|  | Hatzegopteryx                                                     |
|  |                                                                   |
|  | \| \| Arambourgiania \| \| \| \| \| \| Quetzalcoatlus \| \| \| \| |
|  |                                                                   |
|  | Arambourgiania                                                    |
|  |                                                                   |
|  | Quetzalcoatlus                                                    |
|  |                                                                   |

|  | Arambourgiania |
|  |                |
|  | Quetzalcoatlus |
|  |                |

|  | Hatzegopteryx                                                     |
|  |                                                                   |
|  | \| \| Arambourgiania \| \| \| \| \| \| Quetzalcoatlus \| \| \| \| |
|  |                                                                   |
|  | Arambourgiania                                                    |
|  |                                                                   |
|  | Quetzalcoatlus                                                    |
|  |                                                                   |

|  | Arambourgiania |
|  |                |
|  | Quetzalcoatlus |
|  |                |

|  | Phosphatodraco |
|  |                |
|  | Aralazhdarcho  |
|  |                |

|  | Hatzegopteryx                                                     |
|  |                                                                   |
|  | \| \| Arambourgiania \| \| \| \| \| \| Quetzalcoatlus \| \| \| \| |
|  |                                                                   |
|  | Arambourgiania                                                    |
|  |                                                                   |
|  | Quetzalcoatlus                                                    |
|  |                                                                   |

|  | Arambourgiania |
|  |                |
|  | Quetzalcoatlus |
|  |                |

|  | Hatzegopteryx                                                     |
|  |                                                                   |
|  | \| \| Arambourgiania \| \| \| \| \| \| Quetzalcoatlus \| \| \| \| |
|  |                                                                   |
|  | Arambourgiania                                                    |
|  |                                                                   |
|  | Quetzalcoatlus                                                    |
|  |                                                                   |

|  | Arambourgiania |
|  |                |
|  | Quetzalcoatlus |
|  |                |

|  | Hatzegopteryx                                                     |
|  |                                                                   |
|  | \| \| Arambourgiania \| \| \| \| \| \| Quetzalcoatlus \| \| \| \| |
|  |                                                                   |
|  | Arambourgiania                                                    |
|  |                                                                   |
|  | Quetzalcoatlus                                                    |
|  |                                                                   |

|  | Arambourgiania |
|  |                |
|  | Quetzalcoatlus |
|  |                |

|  | Hatzegopteryx                                                     |
|  |                                                                   |
|  | \| \| Arambourgiania \| \| \| \| \| \| Quetzalcoatlus \| \| \| \| |
|  |                                                                   |
|  | Arambourgiania                                                    |
|  |                                                                   |
|  | Quetzalcoatlus                                                    |
|  |                                                                   |

|  | Arambourgiania |
|  |                |
|  | Quetzalcoatlus |
|  |                |

|  | Hatzegopteryx                                                     |
|  |                                                                   |
|  | \| \| Arambourgiania \| \| \| \| \| \| Quetzalcoatlus \| \| \| \| |
|  |                                                                   |
|  | Arambourgiania                                                    |
|  |                                                                   |
|  | Quetzalcoatlus                                                    |
|  |                                                                   |

|  | Arambourgiania |
|  |                |
|  | Quetzalcoatlus |
|  |                |

|  | Hatzegopteryx                                                     |
|  |                                                                   |
|  | \| \| Arambourgiania \| \| \| \| \| \| Quetzalcoatlus \| \| \| \| |
|  |                                                                   |
|  | Arambourgiania                                                    |
|  |                                                                   |
|  | Quetzalcoatlus                                                    |
|  |                                                                   |

|  | Arambourgiania |
|  |                |
|  | Quetzalcoatlus |
|  |                |

|  | Hatzegopteryx                                                     |
|  |                                                                   |
|  | \| \| Arambourgiania \| \| \| \| \| \| Quetzalcoatlus \| \| \| \| |
|  |                                                                   |
|  | Arambourgiania                                                    |
|  |                                                                   |
|  | Quetzalcoatlus                                                    |
|  |                                                                   |

|  | Arambourgiania |
|  |                |
|  | Quetzalcoatlus |
|  |                |

|  | Hatzegopteryx                                                     |
|  |                                                                   |
|  | \| \| Arambourgiania \| \| \| \| \| \| Quetzalcoatlus \| \| \| \| |
|  |                                                                   |
|  | Arambourgiania                                                    |
|  |                                                                   |
|  | Quetzalcoatlus                                                    |
|  |                                                                   |

|  | Arambourgiania |
|  |                |
|  | Quetzalcoatlus |
|  |                |

|  | Albadraco                                                      |
|  |                                                                |
|  | \| \| Aerotitan \| \| \| \| \| \| Mistralazhdarcho \| \| \| \| |
|  |                                                                |
|  | Aerotitan                                                      |
|  |                                                                |
|  | Mistralazhdarcho                                               |
|  |                                                                |

|  | Aerotitan        |
|  |                  |
|  | Mistralazhdarcho |
|  |                  |

|  | Albadraco                                                      |
|  |                                                                |
|  | \| \| Aerotitan \| \| \| \| \| \| Mistralazhdarcho \| \| \| \| |
|  |                                                                |
|  | Aerotitan                                                      |
|  |                                                                |
|  | Mistralazhdarcho                                               |
|  |                                                                |

|  | Aerotitan        |
|  |                  |
|  | Mistralazhdarcho |
|  |                  |

|  | Phosphatodraco |
|  |                |
|  | Aralazhdarcho  |
|  |                |

|  | Hatzegopteryx                                                     |
|  |                                                                   |
|  | \| \| Arambourgiania \| \| \| \| \| \| Quetzalcoatlus \| \| \| \| |
|  |                                                                   |
|  | Arambourgiania                                                    |
|  |                                                                   |
|  | Quetzalcoatlus                                                    |
|  |                                                                   |

|  | Arambourgiania |
|  |                |
|  | Quetzalcoatlus |
|  |                |

|  | Hatzegopteryx                                                     |
|  |                                                                   |
|  | \| \| Arambourgiania \| \| \| \| \| \| Quetzalcoatlus \| \| \| \| |
|  |                                                                   |
|  | Arambourgiania                                                    |
|  |                                                                   |
|  | Quetzalcoatlus                                                    |
|  |                                                                   |

|  | Arambourgiania |
|  |                |
|  | Quetzalcoatlus |
|  |                |

|  | Hatzegopteryx                                                     |
|  |                                                                   |
|  | \| \| Arambourgiania \| \| \| \| \| \| Quetzalcoatlus \| \| \| \| |
|  |                                                                   |
|  | Arambourgiania                                                    |
|  |                                                                   |
|  | Quetzalcoatlus                                                    |
|  |                                                                   |

|  | Arambourgiania |
|  |                |
|  | Quetzalcoatlus |
|  |                |

|  | Hatzegopteryx                                                     |
|  |                                                                   |
|  | \| \| Arambourgiania \| \| \| \| \| \| Quetzalcoatlus \| \| \| \| |
|  |                                                                   |
|  | Arambourgiania                                                    |
|  |                                                                   |
|  | Quetzalcoatlus                                                    |
|  |                                                                   |

|  | Arambourgiania |
|  |                |
|  | Quetzalcoatlus |
|  |                |

|  | Hatzegopteryx                                                     |
|  |                                                                   |
|  | \| \| Arambourgiania \| \| \| \| \| \| Quetzalcoatlus \| \| \| \| |
|  |                                                                   |
|  | Arambourgiania                                                    |
|  |                                                                   |
|  | Quetzalcoatlus                                                    |
|  |                                                                   |

|  | Arambourgiania |
|  |                |
|  | Quetzalcoatlus |
|  |                |

|  | Hatzegopteryx                                                     |
|  |                                                                   |
|  | \| \| Arambourgiania \| \| \| \| \| \| Quetzalcoatlus \| \| \| \| |
|  |                                                                   |
|  | Arambourgiania                                                    |
|  |                                                                   |
|  | Quetzalcoatlus                                                    |
|  |                                                                   |

|  | Arambourgiania |
|  |                |
|  | Quetzalcoatlus |
|  |                |

|  | Hatzegopteryx                                                     |
|  |                                                                   |
|  | \| \| Arambourgiania \| \| \| \| \| \| Quetzalcoatlus \| \| \| \| |
|  |                                                                   |
|  | Arambourgiania                                                    |
|  |                                                                   |
|  | Quetzalcoatlus                                                    |
|  |                                                                   |

|  | Arambourgiania |
|  |                |
|  | Quetzalcoatlus |
|  |                |

|  | Hatzegopteryx                                                     |
|  |                                                                   |
|  | \| \| Arambourgiania \| \| \| \| \| \| Quetzalcoatlus \| \| \| \| |
|  |                                                                   |
|  | Arambourgiania                                                    |
|  |                                                                   |
|  | Quetzalcoatlus                                                    |
|  |                                                                   |

|  | Arambourgiania |
|  |                |
|  | Quetzalcoatlus |
|  |                |

|  | Phosphatodraco |
|  |                |
|  | Aralazhdarcho  |
|  |                |

|  | Hatzegopteryx                                                     |
|  |                                                                   |
|  | \| \| Arambourgiania \| \| \| \| \| \| Quetzalcoatlus \| \| \| \| |
|  |                                                                   |
|  | Arambourgiania                                                    |
|  |                                                                   |
|  | Quetzalcoatlus                                                    |
|  |                                                                   |

|  | Arambourgiania |
|  |                |
|  | Quetzalcoatlus |
|  |                |

|  | Hatzegopteryx                                                     |
|  |                                                                   |
|  | \| \| Arambourgiania \| \| \| \| \| \| Quetzalcoatlus \| \| \| \| |
|  |                                                                   |
|  | Arambourgiania                                                    |
|  |                                                                   |
|  | Quetzalcoatlus                                                    |
|  |                                                                   |

|  | Arambourgiania |
|  |                |
|  | Quetzalcoatlus |
|  |                |

|  | Hatzegopteryx                                                     |
|  |                                                                   |
|  | \| \| Arambourgiania \| \| \| \| \| \| Quetzalcoatlus \| \| \| \| |
|  |                                                                   |
|  | Arambourgiania                                                    |
|  |                                                                   |
|  | Quetzalcoatlus                                                    |
|  |                                                                   |

|  | Arambourgiania |
|  |                |
|  | Quetzalcoatlus |
|  |                |

|  | Hatzegopteryx                                                     |
|  |                                                                   |
|  | \| \| Arambourgiania \| \| \| \| \| \| Quetzalcoatlus \| \| \| \| |
|  |                                                                   |
|  | Arambourgiania                                                    |
|  |                                                                   |
|  | Quetzalcoatlus                                                    |
|  |                                                                   |

|  | Arambourgiania |
|  |                |
|  | Quetzalcoatlus |
|  |                |

|  | Hatzegopteryx                                                     |
|  |                                                                   |
|  | \| \| Arambourgiania \| \| \| \| \| \| Quetzalcoatlus \| \| \| \| |
|  |                                                                   |
|  | Arambourgiania                                                    |
|  |                                                                   |
|  | Quetzalcoatlus                                                    |
|  |                                                                   |

|  | Arambourgiania |
|  |                |
|  | Quetzalcoatlus |
|  |                |

|  | Hatzegopteryx                                                     |
|  |                                                                   |
|  | \| \| Arambourgiania \| \| \| \| \| \| Quetzalcoatlus \| \| \| \| |
|  |                                                                   |
|  | Arambourgiania                                                    |
|  |                                                                   |
|  | Quetzalcoatlus                                                    |
|  |                                                                   |

|  | Arambourgiania |
|  |                |
|  | Quetzalcoatlus |
|  |                |

|  | Hatzegopteryx                                                     |
|  |                                                                   |
|  | \| \| Arambourgiania \| \| \| \| \| \| Quetzalcoatlus \| \| \| \| |
|  |                                                                   |
|  | Arambourgiania                                                    |
|  |                                                                   |
|  | Quetzalcoatlus                                                    |
|  |                                                                   |

|  | Arambourgiania |
|  |                |
|  | Quetzalcoatlus |
|  |                |

|  | Hatzegopteryx                                                     |
|  |                                                                   |
|  | \| \| Arambourgiania \| \| \| \| \| \| Quetzalcoatlus \| \| \| \| |
|  |                                                                   |
|  | Arambourgiania                                                    |
|  |                                                                   |
|  | Quetzalcoatlus                                                    |
|  |                                                                   |

|  | Arambourgiania |
|  |                |
|  | Quetzalcoatlus |
|  |                |

En este análisis se encontró que Cretornis y Volgadraco eran pteranodontianos, mientras que Montanazhdarcho terminó en una posición apenas por fuera de Azhdarchidae.